# Michel Huygen

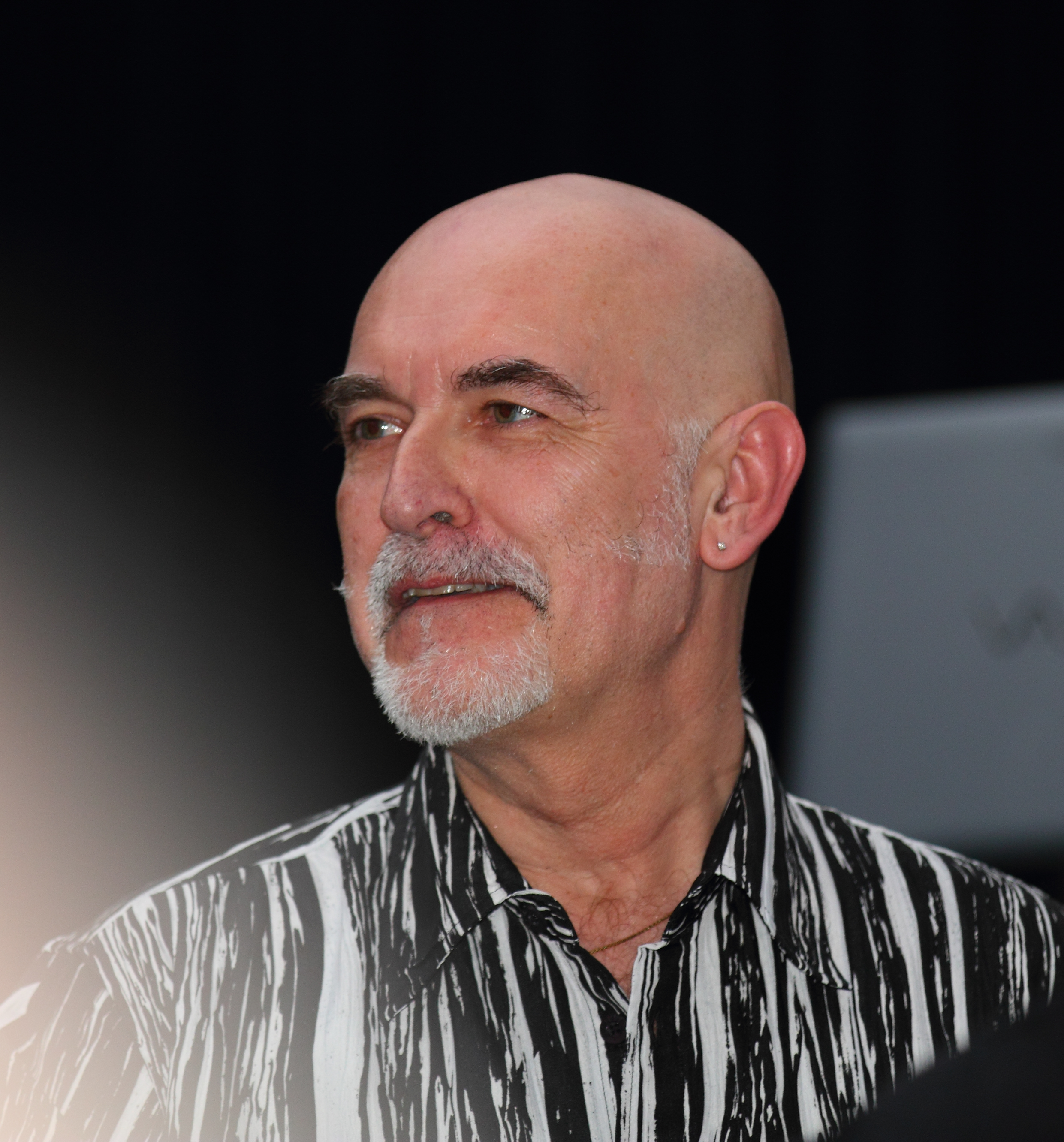
Michel Huygen

Michel Huygen is een Spaans musicus en componist van elektronische muziek.

## Leven
Huygen is van Belgische komaf, geboren in Kisangani. Hij begon zijn carrière in de jaren 70 van de 20e eeuw, als lid van diverse psychedelische rockbands. In 1976 richtte hij Neuronium op, samen met Carlos Guirao, Albert Giménez en andere musici. Al snel verlieten de andere leden de band en Huygen bleef alleen over.
Huygen maakt nu zowel albums onder zijn eigen naam als onder die van Neuronium. Het eerste officiële album van Neuronium was Quasar 2C361 uit 1977, het is ook het eerste album met 'kosmische' elektronische muziek dat in Spanje is uitgebracht. Huygen heeft zelf een term voor zijn muziek (en leven) bedacht: psychotronic, wat zou staan voor een balans tussen lichaam en geest.
Bijna al Huygens albums komen uit op zijn eigen label of op Tuxedo Music. De laatste jaren wordt al zijn muziek opgenomen in zijn eigen Alienikon Studio te Barcelona.

## Albums

### Genummerde albums
- album 01: (1977): Quasar 2C361 (Neuronium) (alleen CDR)
- album 02: (1978): Vuelo Quimico (Neuronium) (alleen CDR)
- album 03: (1980): Digital Dream (Neuronium)
- album 04: (1981): The Visitor (Neuronium)
- album 05: (1982): Chromium Echoes (Neuronium)
- album 06: (1982): Absence of Reality (Huygen)
- album 07: (1983): Invisible Views (Neuronium)
- album 08: (1984): Heritage (Neuronium)
- album 09: (1984): Capturing Holograms (Huygen)
- album 10: (1986): Barcelona 1992 (Huygen)
- album 11: (1987): Supranatural (Neuronium)
- album 12: (1988): From Madrid to Heaven (live) (Neuronium)
- album 13: (1989): Elixir (Huygen)
- album 14: (1990): Olim (Neuronium)
- album 15: (1990): Numerica (Neuronium)
- album 16: (1990): Intimo (Huygen)
- album 17: (1991): Extrissimo (Neuronium)
- album 18: (1992): Sybaris (Neuronium)
- album 19: (1992): En busca del misterio (Huygen)
- album 20: (1993): Oniria (Neuronium)
- album 21: (1994): Infinito (Huygen)
- album 22: (1995): Música para la buena mesa (Huygen)
- album 23: (1995): Sonar (Huygen)
- album 24: (1995): Astralia (Huygen)
- album 25: (1997): Psykya (door Neuronium)
- album 26: (1999): Ultracosmos (door Michael Huygen)
- album 27: (1999): Alienikon (door Neuronium)
- album 28: (2000): Directo al Corazón (Michael Huygen)
- album 29: (2001): Hydro (door Neuronium)
- album 30: (2002): Placebo
- album 31: (2002): Azizi (door Neuronium)
- album 32: (2005): Mystykatea (door Neuronium)
- album 33: (2006): Synapsia (door Neuronium)
- album 34: (2006): Angkor (door Michael Huygen)
- album 35: (2007): Irawadi (door Michael Huygen)
- album 36: (2008): Nihilophobia (door Neuronium)
- album 37: (2010): Krung Thep
- album 38: (2010): Etykagnostyka
- album 39: (2010): Hydro 2
- album 40: (2012): Exosomnia
- album 41: (2014): Nocny lot (live, door Neuronium)
- album 42: (2015): Jamais vu (Neuronium)
- 2017: Lysergic dream (Neuronium)
- 2018: Kryptyk (Neuronium)
- 2020: Neo (Michel Huygen met London Symphony Orchestra)
- 2021: Alien spirit (Michel Huygen)

### Niet-genummerde albums
- (1987): Alma (remixen)
- (1993): In London (opgenomen in 1981 met Vangelis)
- (1996): A Separate Affair (met Vangelis)
- (1998): Oniria Neuromance (CDR) (verzamelalbum)
- (1998): Oniria Neurotrance (CDR) (verzamelalbum)
- (2000): Caldea Music (geen officieel album, wel door Neuronium)
- (2003): Soplo Vital (Huygen)
- (2005): Chilled drive (verzamel)
- (2005): Sensorial (Huygen)

### Andere albums
- (1990): Dalí; één track
- Magic Samui; Neurohysterya en Zen Driving zijn drie verzamelalbums uit 2009/2010.
- Signature; verzamelalbum uit 2023

- Biblioteca Nacional de España: XX1053952
- Gemeinsame Normdatei: 134828615
- International Standard Name Identifier: 0000 0000 6297 635X
- Library of Congress Control Number: no2014103684
- MusicBrainz: 0fdbe7d0-d779-4e5f-9f50-7bba2e2e2c1b
- Virtual International Authority File: 89800497
- WorldCat: E39PBJm999YMdHF4XMvqH7pVmd